# Johann Kasimir Röls
Johann Kasimir Röls (* 2. März 1646 in Schwandorf; † 8. Februar 1715 in Augsburg) war ein deutscher römisch-katholischer Geistlicher, Generalvikar und Weihbischof im Bistum Augsburg.

## Leben
Johann Kasimir Röls war ein Sohn des Schwandorfer Huf- und Nagelschmieds Johann Fabian Röls; seine Brüder machten ebenfalls eine kirchliche Karriere: der älteste, Johann Phillip, wurde als Roger I. Abt des Zisterzienserklosters Kaisheim, der jüngste, Johann Leonhard, als P. Amandus Abt des Benediktinerklosters Heiligkreuz in Donauwörth. Der dritte Bruder, Johann Georg, brachte es zum Bürgermeister von Donauwörth.
Johann Kasimir Röls studierte von 1667 an der Jesuitenuniversität in Dillingen an der Donau und wurde 1668 in Philosophie zum Magister, 1672 in Theologie zum Doktor promoviert. Im selben Jahr erwarb er  ein Lizentiat in Kirchenrecht. Im Alter von 26 Jahren am 5. April 1670 zum Priester geweiht, wurde er nach zwei Kaplansjahren in Schongau mit 28 Jahren Stadtpfarrer von Donauwörth. Der Augsburger Fürstbischof Alexander Sigismund von Pfalz-Neuburg berief den Bürgerlichen Röls 1694 – nicht zuletzt wegen seiner akademischen Grade – in das damals weitgehend von Adeligen besetzte Domkapitel und machte ihn 1698 zu seinem Generalvikar. Am 12. März 1708 wurde Röls zum Weihbischof in Augsburg und Titularbischof von Amyklai auf dem Peloponnes ernannt. Bischof Alexander Sigismund spendete ihm am 20. Mai desselben Jahres die Bischofsweihe.
Da Fürstbischof Alexander Sigismund aufgrund einer Erkrankung nahezu unfähig war, sein Amt auszuüben, nahm Weihbischof Röls beinahe alle bischöflichen Funktionen wahr. Auch verteidigte er seinen Fürstbischof in dem vom Bischof von Konstanz, Franz Schenk von Stauffenberg, betriebenen Absetzungsverfahren, unterlag aber 1714. Der Fürstbischof von Konstanz wurde zum Koadjutor in Augsburg ernannt, Fürstbischof Alexander Sigismund und Weihbischof Röls dadurch sozusagen entmachtet.
Johann Kasimir Röls überlebte die Niederlage nicht lange. Er starb wenige Monate später am 8. Februar 1715 in Augsburg und wurde auch dort beigesetzt.